# Thư viện đại học Warszawa
Thư viện Đại học Warsaw (tiếng Ba Lan: Biblioteka Uniwersytecka w Warszawie, BUW) là một thư viện của Đại học Warsaw, Ba Lan.

## Lịch sử
Thư viện được thành lập vào năm 1816, với nhà ngôn ngữ học Samuel Linde trở thành giám đốc đầu tiên. Thư viện ban đầu chứa hầu hết các sách thần học và lịch sử, tuy nhiên bộ sưu tập đã được mở rộng bởi các bài báo từ các lĩnh vực khoa học khác vào năm 1825. Năm 1831, thư viện, phục vụ như một thư viện công cộng vào thời điểm đó, đã lưu trữ 134.000 tập sách, được lưu trữ trong Cung điện Kazimierzowski.

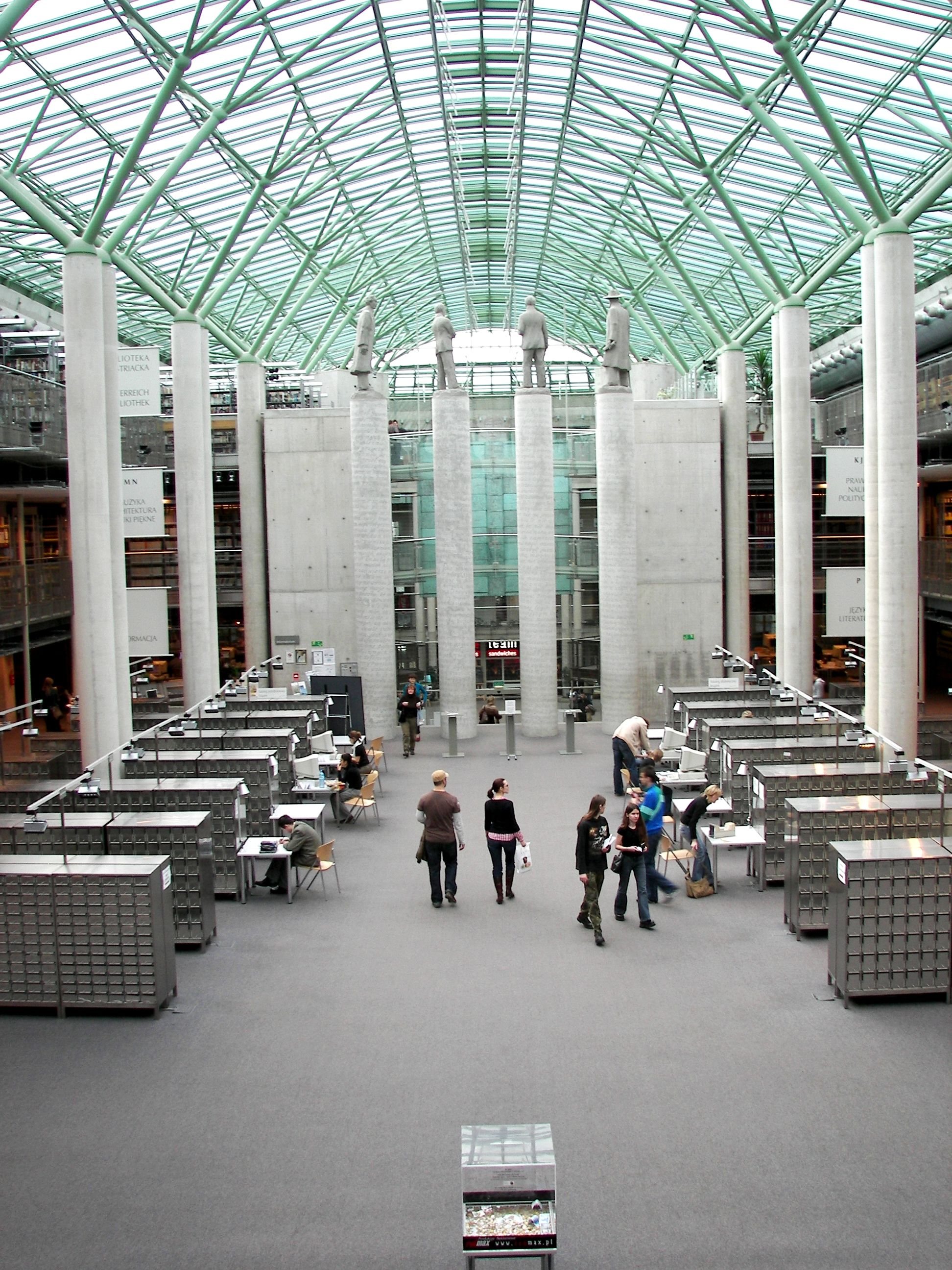
Bên trong tòa nhà, các bức tượng của các triết gia của trường Lvov-Warsaw: Kazimierz Twardowski, Jan Łukasiewicz, Alfred Tarski và Stanisław Leśniewski.

Trong những năm 1990, một dự án cho một tòa nhà mới đã được bắt đầu. Một thiết kế của kiến trúc sư Marek Budzyński và Zbigniew Badowski đã được chọn, và tòa nhà thư viện mới được khai trương vào ngày 15 tháng 12 năm 1999. Sáu tháng trước, vào ngày 11 tháng 6 năm 1999, tòa nhà được Đức Giáo hoàng John Paul II ban phước.

## Vườn đại học và kiến trúc

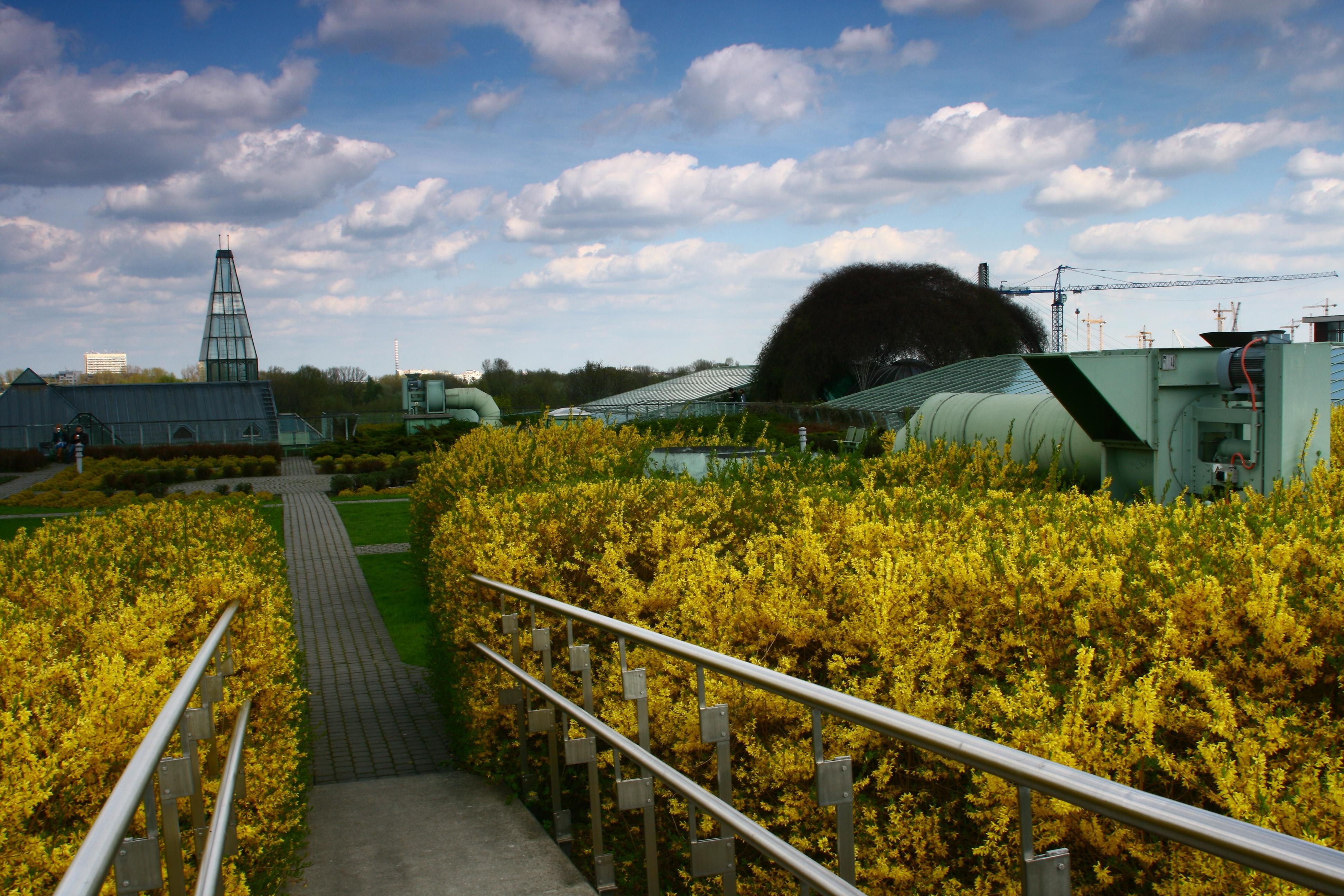
Vườn trên mái thư viện

Tòa nhà mới khác biệt bao gồm một khu vườn thực vật, nằm trên mái nhà. Khu vườn được thiết kế bởi kiến trúc sư cảnh quan Irena Bajerska, có diện tích 1 ha, và là một trong những khu vườn trên mái lớn nhất ở châu Âu.
Nó có thể được tự do ra vào không chỉ cho các học viện, mà còn cho công chúng.
Phần trên của khu vườn bao gồm bốn phần: Vườn Vàng (ở phía bắc), Vườn Bạc (ở phía đông), Vườn Crimson (ở phía Nam) và Vườn Xanh (ở phía tây). Nó mở cửa từ tháng 4 đến tháng 10, trong khi từ ngày 1 tháng 11 đến ngày 31 tháng 3 chỉ có khu vườn phía dư mở cửa.